# Tony Elumelu
Anthony Onyemaechi Elumelu né le 22 mars 1963  est un économiste et philanthrope nigérian. Il est le président de Heirs Holdings, Transcorp et est le fondateur de La Fondation Tony Elumelu.
En 2020, Tony Elumelu figure sur la liste des cent personnes les plus influentes dans le monde du magazine Time.

## Biographie

### Enfance et famille
Tony Elumelu est originaire d'Onicha-Ukwu dans la zone de gouvernement local d'Aniocha North de l'État du Delta, au Nigeria. Il est né le 22 mars 1963 à Jos, dans l'État du Plateau. Ses parents se nomment Suzanne et Dominic Elumelu,. Tony Elumelu a grandi avec quatre frères et sœurs, parmi lesquels se trouve Ndudi Elumelu, qui est actuellement chef de la minorité à la Chambre des représentants fédérale du Nigeria,.

### Éducation
Tony Elumelu a poursuivi des études en économie à l'Université d'État de Bendel (aujourd'hui l'Université Ambrose Alli) et a obtenu une licence des sciences avec une mention de deuxième classe inférieure (2:2). Par la suite, il a poursuivi ses études et obtenu une maîtrise des sciences en économie à l'Université de Lagos.

### Début de carrière
Il a travaillé a Union Bank en tant que membre du  Youth Corp National Youth Service Corps en 1985, avant de commencer sa carrière de vendeur. Il rejoint ensuite Allstates Trust Bank en 2005 et United Bank for Africa (UBA) a été acquise par la suite.

Au début de sa carrière, il déclare:
 J'ai commencé ma carrière en tant que vendeur, un vendeur de copieurs pour être précis, jeune, affamé et travailleur, mais la réalité était que je n'étais qu'un des milliers de jeunes diplômés nigérians, tous désireux de réussir.
En 1997, Tony Elumelu a conduit un petit groupe d'investisseurs à reprendre une Crystal Bank en difficulté (rebaptisée plus tard Standard Trust Bank). Il l'a rentabilisé en quelques années et en 2005, il a dirigé l'une des plus importantes fusions du secteur bancaire en Afrique subsaharienne en acquérant United Bank for Africa (UBA),.

### United Bank for Africa
À la suite de la fusion de Standard Trust Bank et United Bank for Africa en 2005, il est nommé directeur général du groupe d'un groupe bancaire. il démissionnant finalement et preside 

### Heirs Holdings
En 2010, il fonde Heirs Holdings, sa société holding d'investissement familiale. Elumelu a également créé la même année la Fondation Tony Elumelu, une fondation basée en Afrique qui défend l'entrepreneuriat en Afrique Heirs Holdings maintient un portefeuille d'investissements dans plusieurs secteurs,. Par l'intermédiaire de Heirs Holdings, Elumelu détient une participation majoritaire dans Transnational Corporation, un conglomérat diversifié ayant des intérêts commerciaux dans l'électricité, l'hôtellerie et l'énergie.

### Transcorp Plc
Le 14 avril 2021, Elumelu reçoit le certificat de décharge de l'établissement d'accueil. Sont présents le Conseil national sur la privatisation (NCP) et le vice-président du Nigeria, le professeur Yemi Osinbajo, qui a cédé la pleine propriété de Transcorp Hotels après avoir rempli toutes les conditions de privatisation attachées à la vente de la propriété en 2005.

## Philanthropie

### La fondation Tony Elumelu

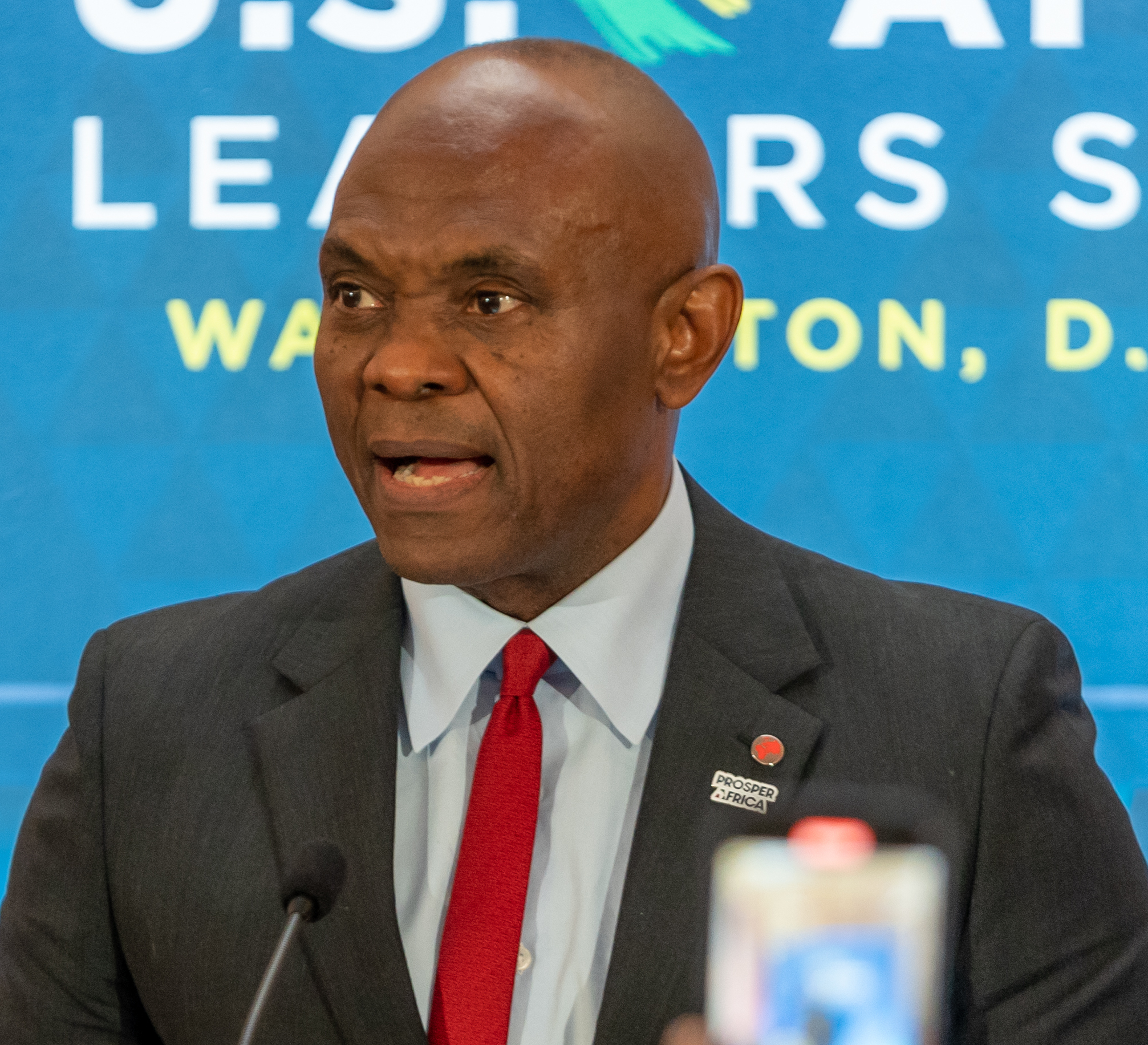
Tony Elumelu au sommet des dirigeants américains et africains en 2022

Après avoir pris sa retraite de United Bank for Africa en 2010, Elumelu fonde la fondation Tony Elumelu . La Fondation Tony Elumelu promeut l'entrepreneuriat en Afrique. La conviction de la Fondation Tony Elumelu selon laquelle le rôle du secteur privé est essentiel pour le développement de l'Afrique repose sur la philosophie économique de l'africapitalisme, introduite par Elumelu :
... que le secteur privé africain a le pouvoir de transformer le continent grâce à des investissements à long terme, créant à la fois la prospérité économique et la richesse sociale...
En 2015, Elumelu a engagé 100 millions de dollars pour créer 10 000 entrepreneurs à travers l'Afrique au cours des 10 prochaines années par le biais du programme d'entrepreneuriat de la Fondation Tony Elumelu - une initiative panafricaine d'entrepreneuriat conçue pour autonomiser les entrepreneurs africains grâce à un programme pluriannuel de formation, de financement et de mentorat.

## Récompenses et distinctions
Elumelu a reçu une reconnaissance et des éloges pour ses nombreuses contributions aux affaires et à l'entrepreneuriat.
- En 2003, le gouvernement fédéral du Nigéria a accordé à Elumelu le titre de membre de l'Ordre de la République fédérale (MFR), un honneur national[20].
- En 2012, il a reçu l'Honneur National de Commandeur de l'Ordre du Niger (CON) pour son service dans la promotion de l'entreprise privée[21].
- Il a reçu le Daily Times , homme nigérian de l'année en 2016[22].
- En 2018 et 2019, il a reçu le prix du philanthrope de l'année des All-Africa Business Leaders Awards (AABLA)[23].
- Bayero University Kano (BUK) - Doctorat honorifique en commerce en 2019[24].
- Il a reçu le National Productivity Order of Merit Award en 2019[25].
- TIME magazine's 100 Most Influential People of 2020[1].
- Le 11 octobre 2022, Elumelu a reçu la distinction nationale de Commander of the Order of the Federal Republic[26].

## Vie personnelle
Elumelu a épousé le Dr Awele Vivien Elumelu, médecin, en 1993. Ils ont sept enfants ensemble.

## Voir Aussi